# Пуйтенга
Пуйтенга (фр. Pouytenga) — город и городская коммуна в Буркина-Фасо, в Восточно-Центральной области страны, на территории провинции Куритенга.

## География
Расположен на востоке центральной части страны, в 154 км от Уагадугу, на высоте 297 м над уровнем моря. Город находится в месте пересечения национальных шоссе № 4 и № 16.

## Население
По данным на 2013 год численность населения города составляла 87 826 человек.
Динамика численности населения города по годам:
| 1996   | 2005   | 2006   | 2013   |
| ------ | ------ | ------ | ------ |
| 31 300 | 45 060 | 63 475 | 87 826 |